# Valentino Manfredonia
Valentino Manfredonia (Jaboatão dos Guararapes, Brasil, 29 de septiembre de 1989) es un deportista italiano, de origen brasileño, que compitió en boxeo.
En los Juegos Europeos de Bakú 2015 obtuvo una medalla de plata en el peso semipesado. Ganó una medalla de bronce en el Campeonato Europeo de Boxeo Aficionado de 2017, en el mismo peso.

## Palmarés internacional
| Juegos Europeos    | Juegos Europeos   | Juegos Europeos   | Juegos Europeos |
| Año                | Lugar             | Medalla           | Categoría       |
| ------------------ | ----------------- | ----------------- | --------------- |
| 2015               | Bakú (Azerbaiyán) | Medalla de plata  | 81 kg           |
| Campeonato Europeo |                   |                   |                 |
| Año                | Lugar             | Medalla           | Categoría       |
| 2017               | Járkov (Ucrania)  | Medalla de bronce | 81 kg           |